# 武藏山武
武藏山 武（むさしやま たけし、1909年12月5日 - 1969年3月15日）は、神奈川県横浜市港北区出身で出羽海部屋に所属した大相撲力士。第33代横綱。本名は横山 武（よこやま たけし）。

## 来歴

### 日吉の怪童、角界へ
1909年12月5日に神奈川県橘樹郡日吉村（現：神奈川県横浜市港北区日吉本町）の農家に生まれる。幼少の頃から身体が大きく、身長は15歳の時点で182cmに達していた。ある日、地元住民の勧めで日吉村の土地相撲に出たところ、いきなり優勝して賞金をもらったので度々出場しては優勝して貧しい家計を助けていた。荷車を引いた子牛が坂道を上がれないでいるのを見て、自分が代わりに荷車を引いて坂を上ったこともある。16歳の時に神奈川県青年団選手の一人として明治神宮大会相撲の部、砲丸投げの部に出場。
その後、「日吉に怪童あり」との評判を聞きつけた両國勇治郎のスカウトで、1926年1月場所に出羽海部屋から初土俵を踏む。スカウトされたきっかけとして綱島諏訪神社の草相撲（祭相撲）で認められたという説と、前述の明治神宮競技大会の活躍が目にとまったという説がある。入門当時、武藏山の師匠である出羽海が入門の動機を尋ねたところ「お母さんを幸福にしてあげたいからです」と答えたという。四股名は当初「玉川（たまがわ）」を考えていたが、常陸山谷右エ門・栃木山守也に倣い、出身地からとって「武藏山」となった。

### 怪力でスピード出世
入門後は持ち前の力強さ、とりわけ右腕の強さを武器に新十両・新入幕・新三役で当時の最年少記録を樹立、年少記録が話題になった最初の力士でもある。新十両で全勝優勝したが、これは大相撲史上唯一の快挙である。入幕までに全勝を5回（内3回は優勝）を記録するなど下積みの段階では図抜けた存在であった。また、当時のアメリカの映画スターだったゲイリー・クーパーにも喩えられた近代的な容貌と筋肉質の体型のために人気も上々で、武藏山を題材にした応援歌まで作られ、特に朝潮供次郎との取組（1930年1月場所千秋楽）は松内則三による実況で両国国技館を18年ぶりに満員札止めにするなど、爆発的な人気を呼んだ。この頃の角界は梅常陸時代以降、太刀山、栃木山、大錦、常ノ花と間断なく強い横綱が土俵に君臨していたのにもかかわらず、それほど爆発的な人気を得ることがなかった大正時代の相撲界とは一線を画す様相を呈していた。港北区の地域文化の研究などに取り組む大倉精神文化研究所の平井誠二所長は、2019年の記事で「でっぷりとした昔ながらの力士のイメージを一新し、野球や陸上などに押され低迷していた相撲人気をＶ字回復させた」と武藏山の功績を讃えていた。現在の横浜市立日吉台小学校に相当する実家近くの学校を通り過ぎると授業を中断して児童が手を振ったとの記録もあり、地元に愛された力士であった。現役当時、ライバルの男女ノ川との熱戦を実況した、松内則三による架空実況放送のレコードが発売されるほどだった
同年5月場所には小結へ昇進して天竜三郎と激しい大関昇進争いを繰り広げたが、玉錦三右エ門が強力な壁となって大事な場面ではいつも敗れていた。1931年3月場所では、勝利すれば全勝優勝を達成するところで再度敗れて両者とも10勝1敗、番付上位優勝制度で玉錦の優勝となった。
同年5月場所で玉錦に初めて勝利し、この場所は10勝1敗で悲願の幕内初優勝を果たした。結果的にこれが最初で最後の幕内最高優勝となったが、当時はこれから何度も優勝を重ねるかと期待されていた。ところが、同年10月場所では8戦全勝で9日目を迎えたが、沖ツ海福雄の強烈なぶちかましが右肘に命中して敗れ、翌日は玉錦に不戦勝を与えて休場することとなった。場所後に天竜と武藏山のどちらを大関にするかで日本相撲協会が大きく揺れ動いた中で発表された1932年1月場所の番付では、小結・武藏山が関脇を飛び越して大関に昇進し、関脇・天竜はそのまま据え置き、前場所負け越した大関・大ノ里萬助が張出大関となった。そしてこの直後に天竜を首謀者とする春秋園事件が勃発し、武藏山も当初は脱退組に賛同したがすぐに脱落、ボクシングへの転向が報道されたが、すぐに協会復帰を表明すると同時に、2月の改定番付で帰参した。

### 悲劇の横綱へ
ところが、前場所で沖ツ海から強烈なぶちかましを右肘に受けたことで、右肘が破壊されたまま骨折と半脱臼の重傷（右肘が真っ直ぐ伸ばせない状態だったという）であることが判明した。入門からこの時点まで右腕の怪力を最大の武器として出世した武藏山にとっては致命傷で、大関昇進以降はその後遺症に苦しんで充分に相撲が取れず、休場が相次いで優勝争いに加わることすら出来なかった。完治できる医者を探し求めて欧米などへ行ったがついに治らず、武藏山のかつての強さはとうとう戻らなかった。さらに、春秋園事件での脱退後の動向で優柔不断な態度を取ったことから「裏切者」と批判を浴びたことや、春秋園事件そのものが大関昇進問題で武藏山に先を越された天竜の日本相撲協会に対する不満が原因だったとされたことも、武藏山のその後の土俵人生に暗い影を落とした。それでも1935年1月場所千秋楽には初の全勝優勝を狙う玉錦を阻んで8勝2敗1分、次の5月場所では9勝2敗の好成績で、同場所後に第33代横綱に昇進した。
横綱昇進後は前述の肘の故障がさらに悪化、さらに胃酸過多症もあって休場ばかりで、ストレスで食事も満足に取れなかった。皆勤したのは1938年5月場所のみ、それも6勝6敗同士の横綱対決が千秋楽に行なわれる悲惨なものだった。武藏山は勝利して勝ち越したものの、対戦相手の男女ノ川登三は敗れて負け越しとなった。これが、かつて両國國技館を沸かせた両者の最後の対戦となったのは皮肉で、武藏山の幕内最高優勝は小結時代の1回のみ、右肘の故障が無ければもっと活躍できたと思われる。さらに、横綱時代には最長で4連勝しか達成できず（2022年現在までの最少記録）、番付でも東の正横綱の地位に就くことは最後まで出来なかった。横綱在位3場所目で2回以上の休場は昭和以降初で、横綱在位3場所目で皆勤無しは昭和以降唯一だった。
新入幕から横綱昇進までは一度も負け越したことが無く、幕内通算勝率が7割を超えるのに対して、横綱時代の成績はちょうど5割、休場の多さもあって苦闘を物語る数字であり、まさに「悲劇の横綱」だった。
武藏山は1939年5月場所を最後に出場せず持病の回復に努めたが、同年12月18日、相撲協会に引退届を出した。引退と同時に年寄・出来山（後に不知火）を襲名したものの、1945年には角界を離れた。

### 晩年
晩年は道玄坂で農機具販売業を営み、さらに鶏肉店とパチンコ店を経営したがいずれも失敗し、故郷に戻って不動産業を経営、晩年はアパートの大家収入で生計を立てた。元横綱ながら市井の人に徹した晩年だったと伝わる。1969年3月15日に死去、59歳没。息子も「横山」の四股名で父と同じ出羽海部屋に入門して幕下30枚目まで進んだほか、序ノ口優勝と三段目優勝が1回ずつある。

### 没後
2019年12月から2020年2月にかけて横浜市港北区の大倉精神文化研究所付属図書館で開かれることになった資料展「横浜と相撲展」では、武藏山が郷土の横綱として紹介された。

## 主な成績

### 通算成績
- 通算成績：240勝79敗2分71休 勝率.752
- 幕内成績：174勝69敗2分71休 勝率.716
- 大関成績：76勝28敗2分 勝率.731
- 横綱成績：15勝15敗70休 勝率.500
- 幕内在位：28場所（横綱8場所、大関10場所、小結6場所）
- 横綱在位：8場所
- 大関在位：10場所
- 三役在位：6場所（関脇なし、小結6場所）
- 金星：2個（宮城山福松）

### 各段優勝
- 幕内最高優勝：1回（1931年5月場所）
- 十両優勝：1回（1929年1月場所）
- 幕下優勝：1回（1928年5月場所）
- 序二段優勝：1回（1927年3月場所）

### 場所別成績
| 1926年 （大正15年） | （前相撲）            | x                       | 西序ノ口19枚目 5–1     | x                  |
| 1927年 （昭和2年） | 東序二段28枚目 4–2    | 東序二段28枚目 優勝 6–0 | 西三段目48枚目 6–0     | 東三段目11枚目 5–1 |
| 1928年 （昭和3年） | 西幕下25枚目 5–1      | 西幕下15枚目 6–0        | 東幕下2枚目 優勝 6–0   | 東幕下2枚目 3–3    |
| 1929年 （昭和4年） | 西十両4枚目 優勝 11–0 | 西十両4枚目 9–2         | 東前頭8枚目 9–2        | 東前頭8枚目 7–4    |
| 1930年 （昭和5年） | 東前頭2枚目 9–2 ★     | 東前頭2枚目 8–3 ★       | 東小結 6–5             | 東小結 9–2         |
| 1931年 （昭和6年） | 西小結 7–4            | 西小結 10–1 旗手        | 東小結 10–1            | 東小結 8–2–1       |
| 1932年 （昭和7年） | 西大関 5–3            | 西大関 7–3              | 西大関 8–3             | 西大関 8–3         |
| 1933年 （昭和8年） | 西大関 8–3            | x                       | 東大関 6–4 1分         | x                  |
| 1934年 （昭和9年） | 東大関 8–3            | x                       | 東大関 9–2             | x                  |
| 1935年 （昭和10年） | 西大関 8–2 1分        | x                       | 東大関 9–2             | x                  |
| 1936年 （昭和11年） | 西横綱 3–5–3          | x                       | 西横綱 0–0–11          | x                  |
| 1937年 （昭和12年） | 東張出横綱 0–0–11     | x                       | 東張出横綱 0–0–13      | x                  |
| 1938年 （昭和13年） | 西張出横綱 5–4–4      | x                       | 西張出横綱 7–6         | x                  |
| 1939年 （昭和14年） | 西横綱 0–0–11         | x                       | 東張出横綱 引退 0–0–15 | x                  |
| 各欄の数字は、「勝ち-負け-休場」を示す。 優勝 引退 休場 十両 幕下 三賞：敢=敢闘賞、殊=殊勲賞、技=技能賞 その他：★=金星 番付階級：幕内 - 十両 - 幕下 - 三段目 - 序二段 - 序ノ口 幕内序列：横綱 - 大関 - 関脇 - 小結 - 前頭（「#数字」は各位内の序列） |                       |                         |                        |                    |

## 幕内対戦成績
| 力士名   | 勝数 | 負数 | 力士名   | 勝数 | 負数 | 力士名 | 勝数 | 負数  | 力士名 | 勝数 | 負数 |
| -------- | ---- | ---- | -------- | ---- | ---- | ------ | ---- | ----- | ------ | ---- | ---- |
| 朝光     | 2    | 0    | 旭川     | 4    | 2(1) | 綾ノ浪 | 1    | 0     | 池田川 | 2    | 0    |
| 大潮     | 5    | 2    | 大浪     | 1    | 0    | 沖ツ海 | 4    | 3※    | 大蛇山 | 2    | 1    |
| 海光山   | 2    | 0    | 鏡岩     | 10   | 1    | 桂川   | 1    | 0     | 錦華山 | 1    | 0    |
| 古賀ノ浦 | 7    | 1    | 清水川   | 10   | 6    | 鯱ノ里 | 1    | 0     | 高登   | 8    | 1    |
| 寳川     | 4    | 0    | 楯甲     | 2    | 0    | 玉錦   | 5    | 11(1) | 玉ノ海 | 0    | 2    |
| 太郎山   | 3    | 1    | 筑波嶺   | 2    | 0    | 劔岳   | 2    | 2     | 土州山 | 1    | 0    |
| 巴潟     | 2    | 2    | 豊國     | 0    | 3    | 名寄岩 | 0    | 2     | 能代潟 | 13   | 5    |
| 羽黒山   | 1    | 1    | 幡瀬川   | 14   | 4    | 磐石   | 2    | 1     | 番神山 | 1    | 1    |
| 双葉山   | 4    | 2※   | 星甲     | 1    | 0    | 前田山 | 0    | 2(1)  | 松前山 | 1    | 1    |
| 真鶴     | 5    | 2    | 男女ノ川 | 10   | 5    | 宮城山 | 4    | 0     | 吉野山 | 7    | 0    |
| 雷ノ峰   | 8    | 1    | 若瀬川   | 5    | 0    | 若葉山 | 11   | 0     |        |      |      |

※他に、沖ツ海と双葉山に引分が各1つずつある。